# Saint-Victor-d’Épine
Saint-Victor-d’Épine település Franciaországban, Eure megyében. Lakosainak száma 337 fő (2022. január 1.). Saint-Victor-d’Épine Le Mesnil-Saint-Jean községgel határos.

## Népesség
A település népessége az elmúlt években az alábbi módon változott:
| Lakosok száma | 324  | 293  | 286  | 320  | 320  | 322  | 321  | 333  | 339  | 337  |
|               | 1968 | 1982 | 1990 | 2006 | 2013 | 2015 | 2017 | 2019 | 2020 | 2022 |